# پیساکانی
پیساکانی (به اسپانیایی: Pisacani) یک کوه در پرو است که در Peru, Tacna Region, Tarata Province واقع شده‌است. پیساکانی ۵٬۴۲۴٫۸ متر بالاتر از سطح دریا واقع شده‌است.